# Lacuna Coil
Lacuna Coil er et gothic metal-band fra Milano Italien, som blev dannet i 1994. Tidligere kendt som Sleep of Right og Ethereal var bandet inspireret af den gotiske fremvisen og musik, og medlemmerne er kendt for musikalsk at komponere sange i et middel tempo, bestående af guitarlinier belagt med fremstående keyboardspil og kontrast mellem kvindelige og mandlige vokalharmonier for at hjælpe med at skabe en melodisk afsondret lyd. 

## Medlemmer

### Nuværende medlemmer
- Andrea Ferro – Vokal (1994–i dag)
- Marco Coti Zelati – Bas, keyboard (1994–i dag)
- Cristina Scabbia – Vokal (1996–i dag)
- Marco "Maus" Biazzi – Guitar (1999–i dag)
- Ryan Blake Folden – Trommer (2014–i dag; livemedlem 2012-13)

### Tidligere medlemmer
- Raffaele Zagaria – Guitar (Cayne)
- Claudio Leo – Guitar (Cayne)
- Leonardo Forti – Trommer og percussion
- Cristiano "Pizza" Migliore – Guitar
- Cristiano "Criz" Mozzati – Trommer, percussion

### Live medlemmer
- Steve Minelli – Guitar (Marts/april 1998) (eks-Node, eks-Death SS)
- Alice Chiarelli – Keyboard (Marts/april 1998) (Alice in Darkland)

## Diskografi

### Studiealbums
- In a Reverie (1999)
- Unleashed Memories (2001)
- Comalies (2002)
- Karmacode (2006)
- Shallow Life (2009)
- Dark Adrenaline (2012)
- Broken Crown Halo (2014)
- Delirium (2016)
- Black Anima (2019)
- Sleepless Empire (2025)

### Ep'er
- Ethereal (demo) (1996)
- Lacuna Coil (1998)
- Halflife (2000)

### Opsamlingsalbum
- The EPs (2005)
  - En samling af Lacuna Coil EP og Halflife EP